# Tonquédec
 Tonquédec  (en bretón Tonkedeg) es una población y comuna francesa, situada en la región de Bretaña, departamento de Côtes-d'Armor, en el distrito de Lannion y cantón de Plouaret.

## Demografía
| 1112 | 958 | 865 | 1045 | 1061 | 1063 | 1072 |
| Para los censos de 1962 a 1999 la población legal corresponde a la población sin duplicidades (Fuente: INSEE [Consultar]) |     |     |      |      |      |      |